# سربازان آزادی
سربازان آزادی (روسی: Солдаты свободы) یک فیلم حماسی ۴ قسمتی به کارگردانی یوری اوزروف است که در سال ۱۹۷۷ منتشر شد. این فیلم دنباله‌ای بر مجموعه‌فیلم‌های آزادی و یک درام تاریخی جنگ جهانی دوم است.